# Reivindicações territoriais do Estado Islâmico
Reivindicações territoriais do Estado Islâmico referem-se a anúncios de controle territorial e aspirações de controle por parte do Estado Islâmico, que é um grupo rebelde extremista islâmico ativo no Oriente Médio e Norte da África. Nenhuma nação reconhece a organização como um Estado. Seu objetivo é a fundação de um estado islâmico e, finalmente, um califado mundial, de acordo com o islamismo salafista, por meio da jihad militar.
O Estado Islâmico inicialmente reivindicou o território do Iraque e da Síria, subdividindo cada país em múltiplos vilaietes (províncias), em grande parte com base em limites de governança preexistentes. As primeiras reivindicações territoriais por parte do grupo fora da Síria e do Iraque foram anunciados pelo seu líder, Abu Bakr al-Baghdadi, em 13 de novembro de 2014, ao anunciar novos vilaietes ou províncias, na Líbia (Vilaiete de Barca (Wilayat al-Barqah), Vilaiete de Trípoli (Wilayat al-Tarabulus) e Vilaiete de Fezã (Wilayat al-Fizan)), Argélia (Vilaiete de Jazair, Wilayat al-Jazair), Egito (Vilaiete do Sinai, Wilayat Sinai), Iêmen (Vilaiete de Saná, Wilayat Sanaa) e Arábia Saudita (Vilaiete da Arábia, Wilayat al-Haramayn). Em janeiro de 2015, uma nova província foi anunciada no Afeganistão-Paquistão (Vilaiete do Coração); em março de 2015, uma nova província foi anunciada dentro e ao redor do norte da Nigéria (Vilaiete da Ifríquia Ocidental, Wilayat Gharb Afriqiya); e, em junho de 2015, uma província do Norte do Cáucaso (Vilaiete do Cáucaso, Wilayat Qawqaz) foi anunciada.

## Reivindicações territoriais específicas

### Iraque e Síria
Quando o grupo insurgente baseado no Iraque, Conselho Xura dos Mujahidins, anunciou que estava estabelecendo o Estado Islâmico do Iraque em outubro de 2006, alegou autoridade sobre sete províncias iraquianas: Bagdá, Alambar, Diala, Quircuque, Saladino, Ninawa e partes de Babil.
Quando o grupo mudou seu nome para Estado Islâmico do Iraque e do Levante e expandiu-se para a Síria em abril de 2014, reivindicou nove províncias sírias, abrangendo a maior parte do país e que se encontravam em grande parte ao longo das fronteiras provinciais existentes: al-Hasakah, Deir Zor, Raca, Homs, Alepo, Idlibe, Hama, Damasco e Lataquia. Mais tarde, subdividiria o território sob seu controle para criar as novas províncias de Alfurate, Faluja, Dijla e Jazira.

### Líbia
O Estado Islâmico dividiu a Líbia em três províncias históricas, reivindicando autoridade sobre Barca (ou Cirenaica) no leste, Fezã, no deserto ao sul, e Tarabulus (ou Tripolitânia) no oeste, em torno da capital.
A cidade de Derna tem sido uma importante fonte de combatentes na Guerra Civil Síria e na insurgência iraquiana. Durante o início de 2014, alguns dos principais combatentes do Estado Islâmico chegaram em Derna. Nos próximos meses, se uniram a muitas facções militantes locais sob a sua liderança e declararam guerra contra qualquer um que se opusesse a eles, matando juízes, líderes cívicos e outros opositores, incluindo militantes locais que rejeitaram a sua autoridade. Em 5 de outubro de 2014, os militantes ligados ao Estado Islâmico, que, em seguida, controlariam totalmente a cidade, se reuniram para jurar lealdade a Abu Bakr al-Baghdadi. Estes eventos são vistos pelo Estado Islâmico e seus oponentes como um modelo para a expansão do Estado Islâmico fora do Iraque e da Síria.
Em fevereiro de 2015, o Estado Islâmico também assumiu a cidade de Naufaliya. Um comboio de 40 veículos fortemente armados chegaram de Sirte e foi ordenado aos moradores de Naufaliya que se "arrependessem" e jurassem lealdade a Abu Bakr al-Baghdadi. Os combatentes nomearam Ali Al-Qarqaa como emir da cidade. Naufaliya seria retomada pelas forças do Novo Congresso Geral Nacional em 19 de março de 2015, mas o Estado Islâmico retomaria a cidade  alguns dias mais tarde.

### Egito (Sinai)
O grupo militante egípcio Ansar Bayt al-Maqdis jurou fidelidade ao Estado Islâmico em novembro de 2014. Após o discurso de al-Baghdadi, em 13 de novembro, o grupo alterou o seu nome para Província de Sinai no feed do Twitter reivindicando representar o grupo. O grupo tem realizado ataques no Sinai.

### Arábia Saudita
Al-Baghdadi anunciou um vilaiete na Arábia Saudita em novembro de 2014, pedindo a derrubada da família real saudita e criticando a participação do Reino na coalizão liderada pelos Estados Unidos contra o Estado Islâmico. O grupo já realizou ataques no país sob o nomes de Província de Najd e Província de Hejaz.

### Iêmen
Depois que um vilaiete foi anunciado no Iêmen em novembro de 2014, a AQPA, o grupo militante mais forte no país, rejeitou o anúncio. O primeiro ataque do ramo ocorreu em março de 2015, quando efetuou atentados suicidas em duas mesquitas xiitas na capital iemenita. 
`
À medida que a Guerra Civil Iemenita escalou em março de 2015, pelo menos sete vilaietes do Estado Islâmico, nomeados conforme as fronteiras provinciais existentes no Iêmen, reivindicaram a responsabilidade por ataques contra os houthis, incluindo Província de Hadramaute, Província de Chabua e Província de Saná.

### Argélia
Os membros do Jund al-Khilafah juraram fidelidade ao Estado Islâmico em setembro de 2014. O Estado Islâmico  na Argélia ganhou notoriedade quando decapitou o turista francês Herve Gourdel em setembro de 2014. Desde então, o grupo tem estado em grande parte silencioso, com relatos de que seu líder Khalid Abu-Sulayman teria sido morto pelas forças argelinas em dezembro de 2014.

### Afeganistão-Paquistão
Em novembro de 2014, o Jundallah jurou lealdade ao Estado Islâmico , dando a organização uma presença ativa no Paquistão. Em 29 de janeiro de 2015, Hafiz Saeed Khan e Abdul Rauf juraram de lealdade a Abu Bakr al-Baghdadi. Khan foi posteriormente nomeado como o uale (governador) do Afeganistão, Paquistão e "outras terras vizinhas", que o Estado Islâmico chama de Coração.
Combatentes talibãs receberam apoio de militantes filiados ao  Estado Islâmico no ataque à cidade afegã de Kunduz em 2015. Os militantes vieram principalmente Chechênia, Uzbequistão, Tadjiquistão e Quirguistão, segundo a BBC. Ao mesmo tempo, houve relatos de forças talibãs confrontando com militantes filiados ao Estado Islâmico no sul do Afeganistão, especialmente nas províncias de Candaar e Helmand. Em um vídeo divulgado em agosto de 2015, o líder do Movimento Islâmico do Uzbequistão, Usman Ghazi, jurou lealdade ao Estado Islâmico e anunciou que o grupo deveria ser considerado parte do "Vilaiete do Coração" (Wilayat Khorasan).

### Nigéria
Em 7 de março de 2015, o líder do Boko Haram Abubakar Shekau jurou fidelidade  ao Estado Islâmico mediante uma mensagem de áudio postada na conta do Twitter da organização. Abu Mohammad al-Adnani acolheu o juramento de fidelidade, e descreveu-o como uma expansão do califado do grupo para a África Ocidental. As publicações do Estado Islâmico desde o final de março de 2015 começaram a se referir aos membros do Boko Haram como parte do "Vilaiete da Ifríquia Ocidental" (Wilayat Gharb Afriqiya). O Boko Haram obteve reveses significativos no ano seguinte, com uma ofensiva das forças armadas nigerianas, auxiliadas pela coalizão africana Força-Tarefa Conjunta Multinacional, repelindo os jihadistas de grande parte do território que haviam tomado no nordeste da Nigéria.  O Boko Haram sofreu uma cisão em 2016, com o Estado Islâmico nomeando Abu Musab al-Barnawi como o novo líder do grupo, devido a desentendimentos com a liderança de Abubakar Shekau. Isso foi rejeitado por Shekau e seus patidários, que continuaram a operar de forma independente. 

### Somália
O Estado Islâmico da Somália está ativo desde 2015 e, embora continue sendo uma pequena milícia de cerca de 300 combatentes, foi considerado possível por especialistas que o grupo controle várias aldeias na hinterlândia de Puntland.  Além disso, o grupo conseguiu capturar e manter a cidade de Qandala por mais de um mês no final de 2016. Entretanto, o Estado Islâmico na Somália não foi reconhecido como província oficial pela liderança central do Estado Islâmico até dezembro de 2017. 

### Norte do Cáucaso
Os militantes do Estado Islâmico na Síria teriam emitido uma ameaça ao presidente russo, Vladimir Putin, em 2014:. "... iremos libertar a Chechênia e todo o Cáucaso, se Deus quiser. Seu trono já está oscilando, está sob ameaça e vai cair quando chegarmos a você, porque Deus está verdadeiramente do nosso lado." No início de 2015, os comandantes do grupo  militante Emirado do Cáucaso na Chechênia e no Daguestão anunciaram sua deserção e fizeram um juramento de lealdade a Abu Bakr al-Baghdadi. Em junho de 2015 em uma declaração de áudio postada online, o porta-voz do Estado Islâmico Abu Mohammad al-Adnani aceitou as promessas de fidelidade e nomeou Abu Muhammad al-Qadari (Rustam Asildarov) como governador do Estado Islâmico para um novo vilaiete no norte do Cáucaso. Ele pediu aos outros militantes do Estado Islâmico na região para que se juntassem a al-Qadari e o seguissem.

### Outras áreas
Um vídeo lançado pelo Estado Islâmico, que incluía militantes de língua espanhola, afirma que tinham a intenção de conquistar a Espanha.
Em 10 de julho de 2015, o Estado Islâmico divulgou um vídeo contendo uma mensagem informando que eles pretendiam conquistar os Bálcãs Ocidentais, incluindo a Sérvia, Croácia, Bósnia e Herzegovina, Albânia, Kosovo, República da Macedônia e Montenegro. Também foi dito que o Estado Islâmico poderia estar criando campos de treinamento secretos perto da vila bósnia de Ošve.

## Antecedentes
A 5ª edição da revista Dabiq do Estado Islâmico explicou o processo do grupo para o estabelecimento de novas províncias. Grupos jiadistas em uma determinada área deveriam consolidar em um organismo unificado e publicamente declarar sua lealdade a al-Baghdadi. O grupo deverá nomear um uale (governador), um Conselho Xura (liderança religiosa), e formular uma estratégia militar para consolidar o controle territorial e implementar a versão da lei da xaria do Estado Islâmico. Assim que aceito formalmente, o Estado Islâmico considera que o grupo seja uma de suas províncias e lhe dará apoio. Dabiq tem reconhecido apoio em regiões, incluindo Turquestão Oriental (Sinquião), Indonésia e Filipinas, e afirmado que o Estado Islâmico acabaria por estabelecer vilaiete nestas áreas após a formação de relacionamentos diretos com os seus apoiantes lá.

## Análise
O porta-voz do Estado Islâmico Abu Muhammad al-Adnani afirmou que "a legalidade de todos os emirados, grupos, estados e organizações torna-se nula pela expansão da autoridade do khilafah [do califado] e a chegada de suas tropas para as suas áreas."  O Estado Islâmico assim rejeita as divisões políticas estabelecidas pelas potências ocidentais durante a Primeira Guerra Mundial no Acordo Sykes-Picot uma vez que absorve território da Síria e do Iraque. The Long War Journal escreve que a implicação lógica é que o grupo irá considerar os grupos militantes preexistentes, como a Al-Qaeda na Península Arábica (AQPA) e a Al-Qaeda no Magrebe Islâmico (AQMI), ilegítimos caso não se anulem e submetam à autoridade do Estado Islâmico.
Enquanto as filiais na Líbia e no Egito têm sido muito ativas e tentado exercer controle territorial; as filiais em outros países, como Argélia e Arábia Saudita, têm sido menos ativas e não parecem ter uma forte presença.